# 亞當·馬荷
亞當·馬荷（荷蘭語：Adam Maher；1993年7月20日—），荷蘭足球運動員，司職中場，現效力於沙特职业足球联赛球會達馬克。

## 俱樂部生涯
5歲的時候，馬荷就加入了當地的一個小球隊。8歲的時候，他加入了AVV澤布吉亞（阿姆斯特丹的一家俱樂部），在這裡已經有球探開始注意他的表現。11歲的時候，馬荷加入了阿爾克馬爾的青年球隊。
2010年12月，馬荷在阿爾克馬爾對陣白俄羅斯球隊鮑里索夫BATE足球俱樂部的比賽中首次出場並攻入一球，藉此成為有史以來荷蘭俱樂部的球員在歐聯盃中進球的最年輕球員。不過他真正的出色的表現還是在2011/12賽季。
這個賽季的馬荷已經是一線隊的重要一員，2011賽季他已經出場46次，其中43次是首發。並且攻入8球助攻5個。

## 國家隊生涯
2009年3月，馬荷代表荷蘭U17國家隊在2009年國際足協U-17世界盃中出戰三場。

## 外部連結
- Adam Maher at Voetbal International （荷蘭語）
- 亞當·馬荷－UEFA國際賽競賽紀錄 (.   [2010-12-16]. （原始内容存档于2010-12-25）.)